# 우에다 마사아키
우에다 마사아키(일본어: 上田 正昭, 1927년 4월 29일~2016년 3월 13일)는 일본의 사학자로 교토대학교의 명예교수이다.
1950년 3월 교토대학 사학과를 졸업하고 1963년에 교토대학에서 교수로 근무하였다. 1983년에는 교토 대학 매장 문화재 연구센터장으로 부임하였으며, 1991년부터 오사카여자대학의 학장으로 일했다.

## 고대사 연구
일본 천황이 '간무 천황의 생모가 백제의 무령왕의 자손이다라고 속일본기에 적혀 있는 것에 한국과의 인연을 느낍니다'라고 2001년12월에 말한 것이 화제가 되었는데, 우에다 마사아키는 1965년에 그 가능성을 지적한 바 있다. 조선신보에 따르면, 우에다 마사아키는 당시 일본 우익으로부터 "곧 천벌을 내릴 것" "매국노는 교토대를 떠나라"따위의 협박성 메시지를 받았다 한다.
2008년 11월 아키히토 천황의 초청으로 만나 2시간여 동안 고대 백제에 관해 대화를 나누었다.
대한민국정부는 한반도와 일본의 고대 교류사를 연구하고, 고려미술관 개설과 다문화공생사회의 실현 등에 주력해 온 공로로 수교훈장 숭례장을 수여하였다.

## 인권 활동
그는 1997년에서 2001년까지 교토 인권연구소의 소장을 역임하며 부락민 차별 철폐에 대하여 관심을 기울였다.